# Orrtjärnen (Sollefteå socken, Ångermanland)
Orrtjärnen är en sjö i Sollefteå kommun i Ångermanland och ingår i Ångermanälvens huvudavrinningsområde.